# ONE Pro Cycling/2015
Deze pagina geeft een overzicht van de ONE Pro Cycling-wielerploeg in 2015:

## Algemeen
Sponsor en fietsen: Cervélo
Algemeen manager: Matt Prior
Ploegleiders: James McCallum, Steve Benton, Rebecca Frewing

## Renners
| Naam               | Geboortedatum | Nationaliteit       | Ploeg 2014               |
| ------------------ | ------------- | ------------------- | ------------------------ |
| George Atkins      | 18/08/1991    | Verenigd Koninkrijk | Team Raleigh             |
| Yanto Barker       | 06/01/1980    | Verenigd Koninkrijk | Team Raleigh             |
| Tom Baylis         | 03/01/1996    | Verenigd Koninkrijk | Haribo-Beacon (amateurs) |
| Jonathan Bellis    | 16/08/1988    | Verenigd Koninkrijk | Christina Watches-Kuma   |
| Marcin Białobłocki | 02/09/1983    | Polen               | Velosure-Giordana        |
| Dexter Gardias     | 03/12/1990    | Verenigd Koninkrijk | Neo                      |
| George Harper      | 10/07/1992    | Verenigd Koninkrijk | Velosure-Giordana        |
| Marc Hester        | 28/06/1982    | Denemarken          | FireFighters Upsala CK   |
| Joshua Hunt        | 03/04/1991    | Verenigd Koninkrijk | NFTO                     |
| John Mould         | 04/05/1991    | Verenigd Koninkrijk | NFTO                     |
| Christopher Opie   | 22/07/1987    | Verenigd Koninkrijk | Rapha Condor JLT         |
| Peter Williams     | 13/12/1986    | Verenigd Koninkrijk | Haribo-Beacon (amateurs) |
| Samuel Williams    | 18/03/1994    | Verenigd Koninkrijk | NFTO                     |

## Overwinningen
Baltyk-Karkonosze-Tour
1e etappe: Peter Williams
Nationale kampioenschappen wielrennen
Polen - tijdrit: Marcin Białobłocki
Ronde van Polen
7e etappe: Marcin Białobłocki
2015 · 2016